# École de Zhe (gravure de sceau)
浙派, Zhèpài
L'École de Zhe chinois traditionnel : 浙派 ; pinyin : zhè pài est un nom de convention regroupant des lettrés chinois, graveurs de sceau, de la dynastie Qing, ayant travaillé dans la province de Zhejiang (浙江, zhèjiāng, dont l'abréviation est 浙, zhè).
Elle ne doit pas être confondue avec l'École de Zhe, dédiée à la peinture et associée au peintre Dai Jin [戴进 / 戴進, Dài jìn] (1388 — 1462) de la dynastie Ming.
Sa renommée doit beaucoup à son principal fondateur, le graveur Ding Jing [丁敬, dīng jìng] (1695 — 1765), qui en fit l'école de gravure de sceau la plus célèbre de son temps, définissant un style solennel et vigoureux, en forte opposition avec le style précédent de la période Ming. Comme Ding était natif de Xiling [西泠, Xīlíng], aujourd'hui devenu Hangzhou, et y exerça longtemps, l'école finit par s'y fixer et par être également appelée "École de Xiling".
C'est pour cette raison que les représentants les plus talentueux de cette école ont été nommés les Huit Maîtres de Xiling, il s'agit de :
- Ding Jing lui-même ;
- Jiang Ren [蒋仁, Jiǎng rén] (1743 — 1795), aux sceaux à l'élégance classique ;
- Huang Yi [黄易, Huáng yì] (1744 — 1801), au style vigoureux ;
- Xi Gang [奚岡, Xī Gāng] (1746 — 1803), aux sceaux épurés ;
- Chen Yuzhong [陈豫钟, Chén Yùzhōng] (1762 — 1806), aux sceaux raffinés ;
- Chen Hongshou (dynastie Qing) [陈鸿寿] (1768 — 1822), qui a repris le style des dynasties Qin et Han avec une grande force et élégance, ses sceaux sont d'ailleurs considérés comme des modèles de style « École de Zhe » ;
- Zhao Zhishen [赵之琛, Zhào Zhīchēn] (1781 — 1860), renommé pour ses épigraphies sur jade ;
- Qian Song [钱松, Qián Sōng] (1818 — 1860), au style élégant.

L'école ne se limite cependant pas à ces seuls huit maîtres, d'autres graveurs de sceau renommés y sont associés, notamment :
- Zhang Yanchang [張燕昌, Zhāng Yànchāng] (1738 — 1814), un des premiers disciples de Ding Jing
- Xu Mao [徐楙, Xú Mào] (? — 1823)
- Tu Zhuo [屠倬, Tú zhuō] (1781 — 1828),
- Jiang Zun [江尊, Jiāng zūn] (1812 — 1908)

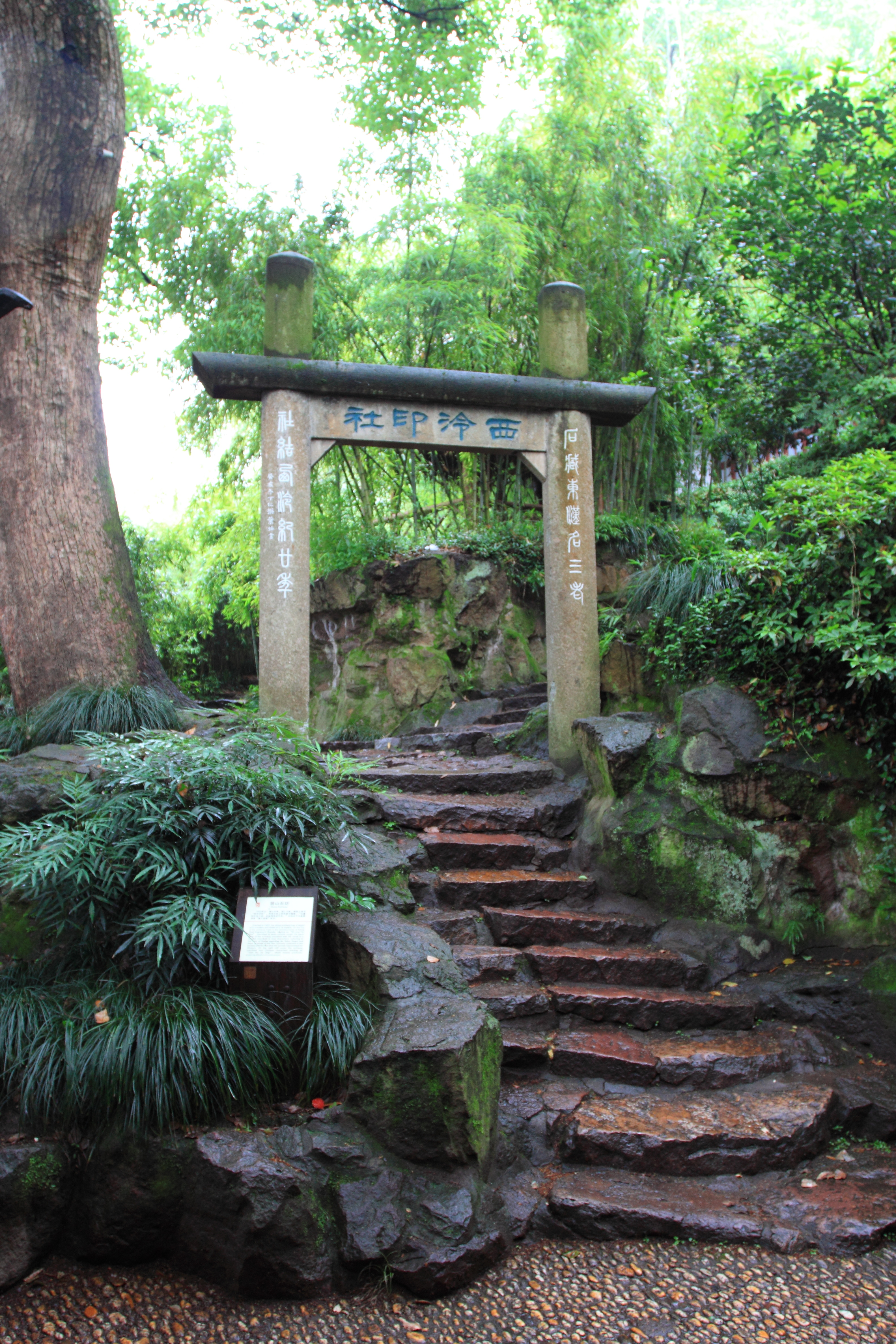
La Xiling Yinshe à Hangzhou
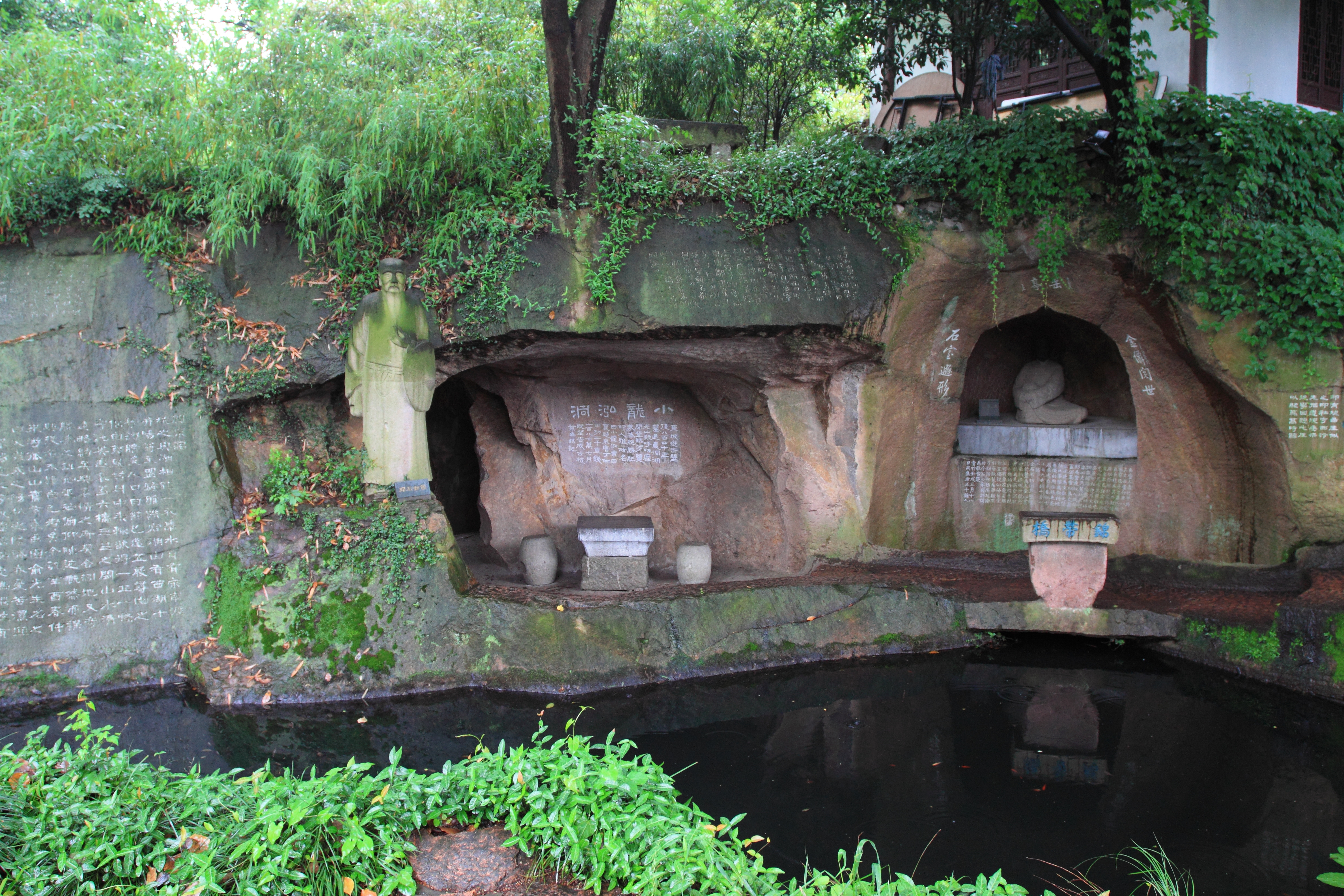

Si l'École de Zhe existe encore aujourd'hui, c'est sous la forme officielle de la Société de gravure de sceau de Xiling (en) [西泠印社, Xīlíng Yìnshè]. Cette académie nationale, destinée à la promotion, l'enseignement et l'étude de l'art sigillaire, fut créée en 1904, sur le mont solitaire [孤山, gū shān] à Hangzhou, 
par Ding Ren [丁仁, Dīng Rén] (1879 — 1949), 
Wang Ti [王禔, Wáng Tí] (1880 — 1960), 
Wu Yin [吴隐, Wú Yin] (1867 — 1922),
et Ye Ming [叶铭, Yè míng] (1867 — 1948).
Son premier directeur fut le grand peintre et graveur Wu Changshuo [吳昌碩, Wúchāngshuò] (1844 — 1927). 
L'École de Zhe est aussi célèbre pour avoir développé la technique de gravure dite « qie dao » [切刀, qiē dāo] qui consiste à réaliser la gravure par touches successives, chaque ligne étant le résultat de la succession de plusieurs courtes tailles, ne dépassant pas la largeur du couteau.